# ديفيد كورتيس (لاعب كرة قدم)
ديفيد كورتيس (بالإسبانية: David Cortés Armero) هو لاعب كرة قدم كولومبي، ولد في 1 مايو 1992 في توماكو في كولومبيا. لعب مع أمريكا دي كالي وديبورتيفو بيريرا ونادي سبارتاكس يورمالا ونادي شريف تيراسبول ونادي يلغافا.

## وصلات خارجية
- ديفيد كورتيس على موقع قاعدة بيانات كرة القدم.إي يو (الإنجليزية)
- ديفيد كورتيس على موقع Soccerway.com (الإنجليزية)
- ديفيد كورتيس على موقع AS.com (الإسبانية)